# Yelena Iváshchenko
Yelena Viktorovna Iváshchenko –en ruso, Елена Викторовна Иващенко– (Omsk, 28 de diciembre de 1984 – Tiumén, 15 de junio de 2013) fue una deportista rusa que compitió en judo. Ganó tres medallas en el Campeonato Mundial de Judo entre los años 2007 y 2011, y cinco medallas en el Campeonato Europeo de Judo entre los años 2006 y 2012.

## Palmarés internacional
| Campeonato Mundial | Campeonato Mundial         | Campeonato Mundial | Campeonato Mundial |
| Año                | Lugar                      | Medalla            | Categoría          |
| ------------------ | -------------------------- | ------------------ | ------------------ |
| 2007               | Río de Janeiro (Brasil)    | Medalla de bronce  | Abierta            |
| 2008               | Levallois-Perret (Francia) | Medalla de plata   | Abierta            |
| 2011               | París (Francia)            | Medalla de bronce  | +78 kg             |
| Campeonato Europeo |                            |                    |                    |
| Año                | Lugar                      | Medalla            | Categoría          |
| 2006               | Novi Sad (Serbia)          | Medalla de bronce  | Abierta            |
| 2007               | Varsovia (Polonia)         | Medalla de oro     | Abierta            |
| 2009               | Tiflis (Georgia)           | Medalla de oro     | +78 kg             |
| 2011               | Estambul (Turquía)         | Medalla de oro     | +78 kg             |
| 2012               | Cheliábinsk (Rusia)        | Medalla de oro     | +78 kg             |